# Daniel Benzar
Daniel Benzar (n. 30 decembrie 1997, Timișoara, România) este un fotbalist român liber de contract, care joacă pe post de mijlocaș. El este fratele mai mic al fotbalistului Romario Benzar.

## Junioratul și începuturile
Născut în Timișoara și pregătit la LPS Banatul, Benzar s-a remarcat la un turneu organizat de Gheorghe Hagi și, în vara lui 2015, pe când avea 17 ani, a fost adus de Mirel Rădoi la FC Steaua București, care l-a împrumutat echipei FC Clinceni din liga a II-a. La sfârșitul primului an de împrumut, a revenit la Steaua în intersezon, dar, după ce a fost diagnosticat cu extrasistole, a trebuit să fie operat la Timișoara de o malformație a inimii. După recuperare, Steaua a decis să prelungească cu încă un an împrumutul la FC Clinceni. După doi ani în care a marcat 8 goluri în 41 de meciuri pentru Clinceni, Benzar a fost readus în vara lui 2017 la echipa sa (acum denumită FCSB) în mandatul lui Nicolae Dică, după expirarea împrumutului. A debutat în liga I în meciul cu CS U Craiova, terminat la egalitate, 1–1 și apoi a fost titularizat în meciul cu CS Concordia Chiajna, meci în care a și înscris primul său gol în primul eșalon.

## FCSB
După patru meciuri jucate în sezonul 2017–2018, FCSB a făcut multiple transferuri și, cum Benzar nu mai avea perspective de a juca la echipa mare, a fost trimis să joace pentru echipa secundă a clubului, în liga a III-a. Acolo, a debutat într-un meci în deplasare, la FC Delta Dobrogea Tulcea, câștigat de echipa sa cu 10–2, meci în care el a înscris cinci goluri. După remiza albă cu AFC Metalul Buzău, în al treilea său meci a marcat din nou două goluri în victoria cu 3–1 în deplasare la Înainte Modelu, al doilea gol fiind marcat din penalty în prelungirile meciului. Pe măsură ce echipa sa înainta cu un program încărcat în cupele europene și campionat, plus participarea mai multor jucători la echipele naționale, antrenorul Dică l-a mai rechemat pe Benzar la unele meciuri în care dorea să odihnească unii titulari. Astfel, el a mai intrat în meciuri de campionat la echipa mare din postura de rezervă, în locul lui Florin Tănase în meciul cu CS Gaz Metan Mediaș câștigat cu 4–0 și în locul lui Harlem Gnohéré în meciul cu Sepsi OSK, meci în care a și înscris ultimul gol în victoria cu același scor. Revenind la echipa a doua pentru meciul cu Agricola Borcea, Benzar a înscris din nou patru goluri în victoria echipei sale cu 8–0. În noiembrie, conducerea clubului lua în calcul posibilitatea să-l împrumute din nou la o echipă mai mică, la care să joace constant, la un nivel mai ridicat decât Liga a III-a, la care i-ar permite echipa secundă a clubului, și ca urmare în ianuarie Daniel Benzar a fost împrumutat pentru restul sezonului la FC Voluntari.

### Împrumut la FC Voluntari
La FC Voluntari, Benzar nu s-a adaptat de la început, având o serie de 9 meciuri fără gol, în care nu s-a remarcat. În schimb, în al zecelea meci, partida de play-out câștigată cu 3–2 în deplasare cu ACS Poli Timișoara, a făcut un meci de excepție: a deschis scorul în minutul 7, reluând o minge respinsă de portarul advers Straton, și a obținut două penalty-uri pentru echipa sa, unul transformat de Laurențiu Marinescu și unul ratat de Adrian Bălan. Trei săptămâni mai târziu, Benzar a egalat pentru echipa sa în meciul cu FC Botoșani, în condițiile în care FC Voluntari juca cu un om mai puțin pe teren. Contribuția lui s-a dovedit decisivă: în finalul play-outului, FC Voluntari a reușit să adune un număr egal de puncte cu ACS Poli Timișoara, pe care a depășit-o la rezultatele directe, Poli retrogradând iar FC Voluntari obținând astfel șansa unui baraj cu Chindia Târgoviște pentru accederea în sezonul următor al Ligii I. Benzar a jucat în ambele meciuri care au adus rămânerea FC Voluntari în Liga I, cu scorul general de 1–1 și după penalty-urile de departajare. După meciurile de baraj, a revenit la FCSB și a plecat cu echipa în cantonament.

### Revenirea la prima echipă
Pentru sezonul 2018–2019, Nicolae Dică l-a reținut în lotul echipei și l-a introdus în unele meciuri. A marcat în meciul de Europa League cu Rudar Velenje, în care a jucat în ultimele 20 de minute. A marcat din nou apoi pentru FCSB în victoria în deplasare cu FC Viitorul.
În restul sezonului, a avut însă din nou șanse foarte puține de a juca și în intersezon a fost împrumutat la Dunărea Călărași.